# Індонезійська мова
Індонезі́́йська мо́ва (Bahasa Indonesia) — одна з австронезійських мов. Офіційна мова (з 1945 р.) і мова міжнаціонального спілкування в Індонезії. У побутовому спілкуванні її використовує близько 20 млн осіб. Загальна кількість тих, хто володіє мовою на різному рівні, близько 200 млн. Діалектів немає.
Індонезійська мова сформувалася в першій половині XX століття на базі малайської мови, яка традиційно використовувалась в цьому регіоні як лінгва-франка. Назва «індонезійська мова» була прийнята 1928 року на Конгресі молоді та поступово витіснила назву «малайська мова». Писемність на основі латинського алфавіту.

## Фонологія
В індонезійській мові є 30 звуків. А індонезійська абетка має 26 літер: Aa Bb Cc Dd Ee Ff Gg Hh Ii Jj Kk Ll Mm Nn Oo Pp Qq Rr Ss Tt Uu Vv Ww Xx Yy Zz.
Наголос не виражений, слова вимовляються з однаковим наголосом на кожному складі. Голосні майже не редукуються. Звуки [ʤ], [ʧ], [j] позначаються літерами j, c, y (до реформи 1972 року, яка уніфікувала правопис з малайською мовою, писали dj, tj, j). Поєднання ng позначає звук [ŋ].

## Словотвір
У словотворі найважливішу роль відіграє афіксація та редуплікація:. Афікси — префікси, суфікси, інфікси (ставляться відповідно попереду, в кінці та всередині слова). Часто слово має одночасно і префікс, і суфікс.

### Редуплікація
Редуплікація: — це повторення всього слова (просте) або першого складу. Редуплікація буває зі змінами (наприклад, змінюється один голосний) або з додаванням афіксів.
Приклади: mata (око) — matamata (шпигун)
laki (чоловік [дружини]) — lelaki (чоловік [особа чоловічої статі])
rumah (будинок) — rumahrumah (макет будинку)
anak (дитина) — anakanak (по-дитячому)
abu (попіл) — abuabu (сірий)
barat (захід) — kebarat-baratan (західного)
gunung (гора) — gunung-gemunung (гірська країна)

### Складні слова
В індонезійській є складні слова.
Приклади: nenek-moyang (предки), де nenek — дід, бабуся, moyang — прадід, прабаба
air-mata (сльози), де air — вода, mata — око
tanah-air (батьківщина), де tanah — земля, air — вода
hari-besar (свято), де hari — день, besar — великий, великий

## Синтаксис
Прості речення можуть бути поширеними і непоширеними. Непоширені складаються тільки з головних членів — підмета й присудка. Наприклад: Toko tutup. — Магазин зачинений.
До складу простого поширеного речення, крім головних членів речення, входять і другорядні члени: означення, додаток і обставини.
Підмет, як правило, передує присудку й може бути виражений іменником або вказівним займенником: Anak makan. — Дитина їсть. Ini pintu. — Це двері.
Присудок переважно дієслівний: Anak ini makan. — Ця дитина їсть.
Після дієслів makam і minum може вживатися додаток. Kami minum kopi. — Ми п'ємо каву. Anak itu makan ikan. — Та дитина їсть рибу.
Присудок може бути також іменним: Ini kota. — Це місто.

### Порядок слів
Порядок слів у індонезійському реченні є одним з основних засобів вираження відносини між словами.
Головною ознакою виділення означення є позиція. Означення завжди слідує безпосередньо за означуваним словом і може бути виражене іменником, дієсловом, прикметником або займенником. Наприклад: paman anak — дядько дитини; kaki kanan — права нога; anak ini — це дитина.
Вказівні займенники ini та itu, що вживаються як означення, завжди йдуть за означуваним словом або утворюють групу слів, до яких вони належать. Наприклад: anak kakak itu — дитина старшого брата.
Підмет зі словами, що належать до нього, утворюють групу підмета. Присудок зі словами, що належать до нього, утворюють групу присудка. У реченні група підмета зазвичай передує групі присудка і відділяється від нього паузою, наприклад: Toko ini / tutup. — Цей магазин зачинений.
Kakek ini / paman anak itu. — Цей дідусь того дядька дитини.
Вказівні займенники ini та itu часто обмежують групу підмета від групи присудка і самі часто входять до групи підмета.

## Морфологія
Іменники не змінюються за відмінками. Відмінкові відносини показує порядок слів.
Наприклад: orang laut — моряк, морська людина (див. Баджас), negeri orang — країна людей, orang Indonesia — індонезієць, букв. «людина Індонезії».
Прості (кореневі) іменники мають недовільну структуру. Вони виконують функцію підмета у реченні без будь-яких допоміжних засобів.
Множина утворюється редуплікацією: orangorang — люди, tuantuan — пани (tuan — пан).
Дієслово
Прості кореневі дієслова є непохідними словами. Вони виконують функцію присудка в реченні без будь-яких допоміжних засобів. Деякі непохідні дієслова, наприклад: minum — пити, makan — їсти, можуть приєднувати безсполучниковий додаток.
Aku minum kopi. — Я п'ю каву.
Dia makan. — Він їсть.
Дієслово mau «хотіти, мати намір», як правило, передує смисловому дієслову в розповідному реченні.
Наприклад, Aku mau makan. — Я хочу їсти.
Прикметники можуть бути самостійними (besar — великий, putih — білий) або утворюються методами афіксації. В ролі прикметника може використовуватися іменник без будь-яких змін (див. Конверсія), наприкладBahasa Indonesia — індонезійська мова.
Займенники
Особові: я — hamba, aktivitetshanteraren (офіційно), aku (неформально)
ти — anda, saudara (офіційно), kamu (неформально)
він / вона — dia, ia, beliau
воно — dia
ми — kami (не включаючи співрозмовника), kita (включаючи співрозмовника)
ви — kalian, saudara-saudara, saudara sekalian
вони — mereka
Роль присвійних займенників відіграють енклітики (суфікси): Мій (офіційно) — … aktivitetshanteraren;
Мій (неформально) — …ku/…aku;
Твій (офіційно) — …Anda/Saudara;
Твій (неформально) — …kamu/…mu;
Його/її — …dia; nya;
Їх — …mereka;
Приклади:
- моя їжа — makanan aku, makananku
- твоя їжа — makanan Anda, makananmu
- його/її їжа — makanan dia
- їхня їжа — makanan mereka

- Rumahku — мій дім,
- rumahmu — твій дім,
- rumahnya — його, її будинок.

Відносно-питальні:
- Хто — siapa,
- Що — apa,
- Який — yang mana

Зворотні: sendiri — сам, себе (для всіх осіб), diriku — мене, я сам, dirimu — тебе, ти сам, dirinya — його, її, він сам, вона сама.
Вказівні займенники: itu — то, той, ini — це, цей.
Вказівний займенник ini — «це, цей, ця» вживається для вказівки на предмети, що знаходяться в сфері мовця, тобто поблизу мовця.
Вказівний займенник itu — «той, той, той» — у сфері співрозмовника.
Невизначені: semua — все, segala — все, все, masing-masing — кожен, tiap — всякий, кожен, apa-apa — щось, щось, apapun — що б то не було.
Прислівники
Прислівники часу: sekarang — зараз, kini — тепер, dulu — спершу, спочатку, kemudian — потім, sudah — вже, masih — ще, belum — ще не, kemarin — вчора, besok — завтра, bila(mana) — коли, pernah — коли-небудь, tidak pernah — ніколи.
Прислівники місця: disini — тут, kesini — сюди, disitu -там, darisini — звідси, dimana-mana — скрізь, kebawah — вниз, dimana — де, kemana — куди, kesini, kemari — сюди, kesitu, kesana — туди, dimanapun — де б ні.
Модальні прислівники: seharusnya — потрібно, semoga-moga — нехай, jangan — не треба, tidak — не, ні (для присудка та визначення), ya — так, bukan (не підлягає), dilarang — заборонено.
Прислівники ступеня: sangat — дуже, banyak — багато, sedikit — мало, kurang — менш, lebih — більше, paling — найбільш.
Інші: bagus — чудово, baik — добре, baik sekali — дуже добре, tentu — звичайно, mungkin — можливо, biasanya — зазвичай, tidak-baik, jelek — погано, boleh — дозвольте, bisa — можна, perlu — потрібно, berapa — скільки, beberapa — кілька, cepat — швидко, pelan — повільно, jauh — далеко, dekat — близько, didalam — всередині, diluar — зовні, diatas — згори, dibawah — знизу, lurus — прямо, kemuka, terus — вперед, kebelakang — тому, kekanan — праворуч, kekiri — ліворуч, lama — давно, tidak lama lagi — скоро, pernah — колись, belum pernah — ще ніколи.
Сполучникиdan — і, tetapi/tapi — але, namun — однак, melainkan — а/окрім, karena — тому що, karena itu — тому, jika, ayo — давай, kalau — якщо, meskipun — хоча, atau — або, bahwa, bahasa, yang — що, supaja — щоб.
Основні прийменникиatas — на, над, за (+ знахідний відмінок), dari, daripada — від, з, di — в, на, до, dengan — з, разом з

## В Україні
В Україні індонезійська мова вивчається в Інституті східної філології Київського університету (бакалаврська та магістерська програми).